# Escuterudita

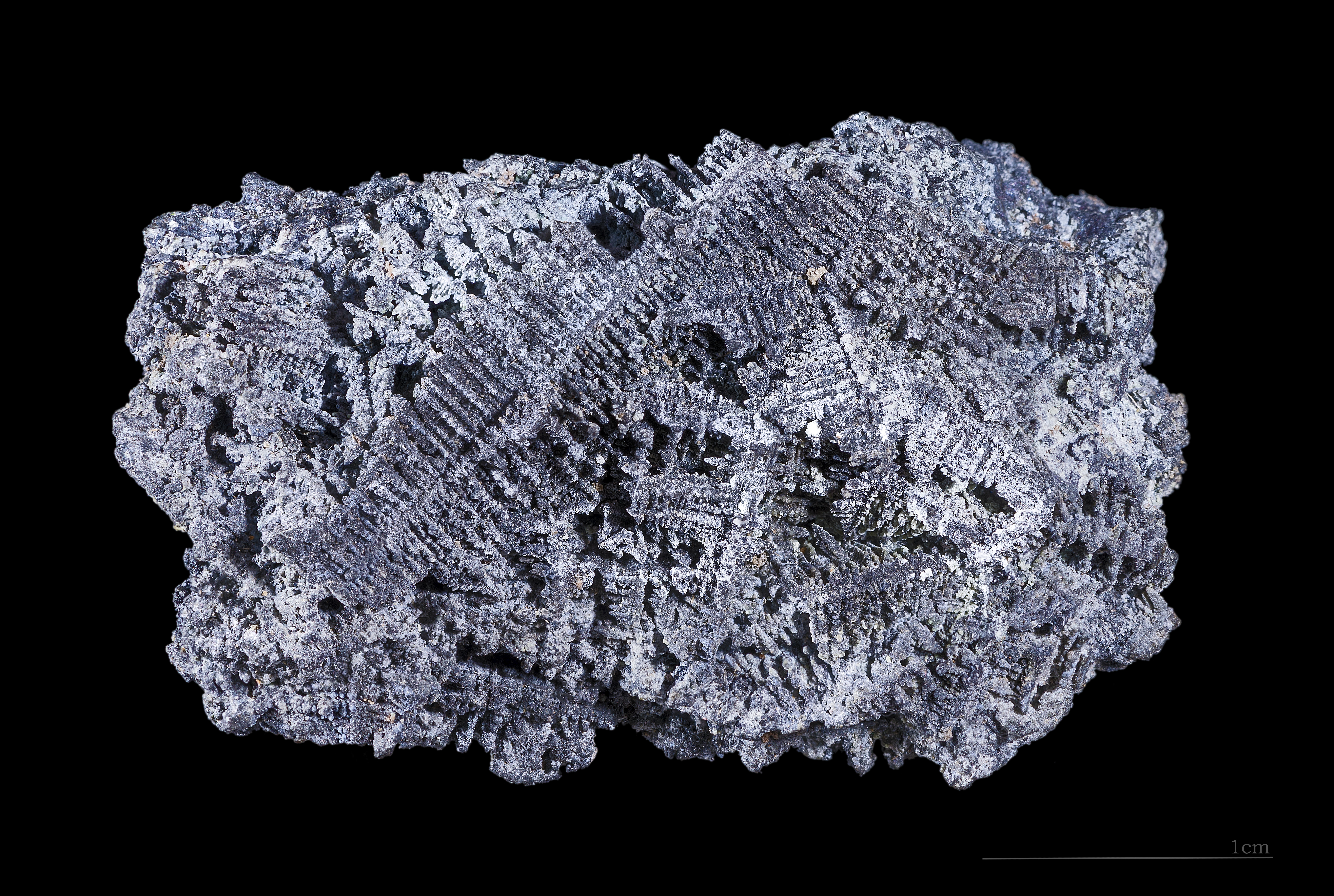
Esmaltita - Gistain Aragón

La escuterudita o esmaltita es un mineral del grupo 02 (arseniuros), según la clasificación de Strunz. Es un arseniuro de cobalto que tiene cantidades variables de níquel y hierro, sustituyendo al cobalto con una fórmula general: (Co,Ni,Fe)As2-3. Algunas referencias dan el arsénico una fórmula variable con subíndices de 2-3.
Fue descubierto en Skuterud, Noruega, en 1845. Las apariciones notables incluyen Cobalt (Ontario, Canadá), Skuterud (Noruega), Franklin, Nueva Jersey en los Estados Unidos, y en otros cobalto y áreas de minería de níquel en el mundo. Los raros arseniuros son clasificados en el grupo mineral de los sulfuros, a pesar de que no contiene azufre.